# Sam de Shubenacadie
Sam de Shubenacadie (en anglais : Shubenacadie Sam) est une marmotte canadienne qui vit au parc animalier de Shubenacadie, en Nouvelle-Écosse. À chaque jour de la marmotte (2 février) à 8 h locales, l'observation de l'ombre de Sam est faite pour déterminer sa prédiction du moment de l'arrivée du printemps. En raison du fuseau horaire de l'Atlantique de la Nouvelle-Écosse, Sam fait la première prédiction du jour de la marmotte en Amérique du Nord.
Le parc, qui n'est généralement ouvert que la fin de semaine en hiver, modifie son horaire spécialement pour le rituel annuel. La cérémonie, animée par une mascotte de marmotte, un joueur de cornemuse et un crieur public, attire tôt une foule festive d'environ 200 familles chaque année.

## Histoire
Les traditions du Jour de la marmotte en Nouvelle-Écosse ont débuté avec l'arrivée des immigrants protestants allemands dans les années 1750 qui se sont installés autour de Lunenburg où ce jour était connu sous le nom de « Jour de Daks » (de l'allemand dachs pour blaireau) d'après la croyance selon laquelle les blaireaux pouvaient prédire l'arrivée du printemps le 2 février,.
La tradition de Sam de Shubenacadie a commencé vers 1987 et diffère de la plupart des autres marmottes célèbres car il n'hiberne pas et n'est donc pas réveillé pour le jour de la marmotte. Quatre marmottes ont incarné ce rôle de 1987 à 2018, les marmottes vivant généralement de 10 à 15 ans en captivité. En 2021, une femelle de 7 ans, « Samantha », a assumé les fonctions de prédiction.

## Site
Les employés du parc sont les gardiens de Sam de Shubenacadie et des marmottes du parc depuis plus de 20 ans. Ils fournissent le petit-déjeuner à la marmotte, généralement du yaourt et du melon. Le personnel a également fait la lecture à la marmotte qui a été désignée défenseure de la Journée de l'alphabétisation familiale. Shubenacadie Sam a inspiré un livre pour enfants en 2022. Des pages du livre sont exposées dans le parc, offrant aux visiteurs une visite de la marmotte du parc. La cérémonie s'est déroulée virtuellement par diffusion sur le Web pendant la pandémie de Covid-19 en 2021 et 2022, mais les rassemblements en direct ont repris en 2023.